# Teodoro Straccio
Frei Teodoro Straccio (San Giuliano Milanese, 1567 – Priverno, 23 de Dezembro de 1642) foi um padre carmelita italiano. Foi Prior Geral de 1632 a 1642.
Entrou na Ordem do Carmo no convento de Cremona. Obteve o doutorado em 1593. Foi provincial dos carmelitas da província da Emília Romanha entre 1606-1609. Em1613 foi eleito procurador geral da sua ordem religiosa. O prior geral Sebastião Fantoni o enviou à Espanha como visitador em 1617. Em 1626 foi nomeado regente dos estudos e comissário geral do Carmo de Nápoles. Com a morte do prior geral Gregório Canali, foi nomeado vigário geral da Ordem pelo Papa Urbano VIII, em 28 de Julho de 1631. O mesmo Papa o nomeou prior geral em 23 de Dezembro de 1632. Em 1637 foi reconfirmado no cargo por mais seis anos. O seu generalato é único na história dos carmelitas, visto que Straccio foi prior geral sem ter sido eleito e nem houve um capítulo geral durante o período (1632-1642), por motivos de guerra, peste e econômicos.
Morreu em Piperno (hoje Priverno), perto de Terracina, quando se dirigia a Nápoles para uma visita ao convento, chamado “Carmine Maggiore”. Seu corpo foi levado para a basílica São Silvestre e São Matinho aos Montes em 1648.